# محمد أباد (إقليد)
محمد أباد (بالفارسية: محمدآباد) هي قرية تقع في الناحية المركزية في إيران. يقدر عدد سكانها بـ 849 نسمة .